# Nikolaos Bechrakis
Nikolaos E. Bechrakis (ur. 22 listopada 1964 w szwajcarskim Bernie) – okulista i mikrochirurg pochodzenia grecko-niemieckiego; od 2008 profesor i szef katedry okulistyki Uniwersytetu Medycznego w austriackim Innsbrucku.

## Życiorys
Jego rodzice byli Grekami. Ojciec był okulistą i pracował w Szwajcarii w zespole prof. Hansa Goldmanna. W latach 1982–1986 studiował na wydziale medycyny niemieckiego Uniwersytetu Kraju Saary (w kompleksie szpitalnym w Homburgu). Następnie przeniósł się do Berlina, gdzie w okresie 1986–1989 studiował na wydziale medycznym Wolnego Uniwersytetu Berlińskiego. Staż podyplomowy z patologii okulistycznej odbył w amerykańskim Wilmer Institute (Johns Hopkins Hospital) w Baltimore (1989) oraz w szkockim Tennent Institute of Ophthalmology w Glasgow (1990).
W okresie 1991–1995 zatrudniony był jako rezydent w uniwersyteckiej klinice okulistycznej berlińskiego szpitala Charité (Campus Benjamin Franklin w Steglitz). W Charité odbył także staż z chirurgii przedniego odcinka oka, chirurgii rogówki, schorzeń i chirurgii siatkówki oraz onkologii okulistycznej (1995–1997). W 1997 otrzymał w Charité stanowisko adiunkta, a w 2005 awansował na profesora i wiceszefa kliniki okulistyki.
Habilitował się w 2001 na podstawie oceny dorobku naukowego i pracy pt. Clinical and histopathological analysis of angiogenesis in uveal melanomas. W 2008 został profesorem i szefem katedry okulistyki Uniwersytetu Medycznego w austriackim Innsbrucku (niem. Medizinische Universität Innsbruck).
Autor i współautor artykułów publikowanych w wiodących recenzowanych czasopismach okulistycznych, m.in. w „Acta Ophthalmologica”, „Ophthalmology”, „JAMA Ophthalmology”, „Eye” oraz „Graefe's Archive for Clinical and Experimental Ophthalmology”.
Jest członkiem m.in. Amerykańskiej Akademii Okulistyki (AAO),  Deutsche Ophthalmologische Gesellschaft (Niemieckiego Towarzystwa Okulistycznego), Europejskiego Towarzystwa Specjalistów Siatkówki (European Society of Retina Specialists, EURETINA), European Association for Vision and Eye Research (EVER), Greckiego Towarzystwa Witreoretinalnego (Greek Vitreo-Retinal Society), Hellenic Opthalmological Society, Austriackiego Towarzystwa Okulistycznego (Österreichische Ophthalmologische Gesellschaft, ÖOG) oraz szwajcarskiego Klubu Jules’a Gonina skupiającego specjalistów zajmujących się siatkówką oka.
Od 1993 jest żonaty z Marią Makraki. Ma dwóch synów.